# Folkhorod
Folkhorod – trzeci album polskiej grupy Enej, wydany 16 listopada 2012 roku przez wytwórnię płytową Lou Rocked Boys. Singlami promującymi płytę zostały utwory „Tak smakuje życie”, „Skrzydlate ręce”, „Lili” oraz „Symetryczno-liryczna”.
Nagrania dotarły do 2. miejsca zestawienia OLiS oraz utrzymywały się 51 tygodnie w zestawieniu „50 najlepiej sprzedających się płyt w Polsce”.
W 2013 roku podczas koncertu pod Pałacem Kultury i Nauki w Warszawie w ramach 21. finału Wielkiej Orkiestry Świątecznej Pomocy zespół otrzymał od wydawcy Sławka „Melona” Świdurskiego z wytwórni Lou & Rocked Boys złotą płytę za tenże materiał. Podczas koncertu na Przystanku Woodstock, 1 sierpnia 2013 roku również z rąk „Melona” zespół otrzymał platynową płytę.
Ostatecznie album osiągnął status potrójnej platyny.

## Lista utworów
1. „Tak smakuje życie”
2. „Moja Eneida”
3. „Symetryczno-liryczna”
4. „Woda życiodajna”
5. „Vitre hnatyi”
6. „Skrzydlate ręce”
7. „Oj pishov ja v Dunay”
8. „Interludium”
9. „United” (gościnnie: Łozo, Tomson)
10. „Lili”
11. „Lita Orel”
12. „Żyje się raz”
13. „Cykady na cykladach” (cover Maanam)